# Прва влада Џемала Биједића
Савезно извршно веће на чијем се челу налазио Џемал Биједић изабрана је 30. јула 1971. на заједничкој седници Већа народа и Организационо-политичког већа Савезне скупштине.

## Чланови

### Савезни секретари
- савезни секретар за народну одбрану — генерал армије Никола Љубичић
- савезни секретар за иностране послове — Мирко Тепавац (до новембра 1972) и Милош Минић
- савезни секретер за унутрашње послове — Џемал Биједић (в.д. до децембра 1971) и Лука Бановић
- савезни секретар за рад и социјалну политику — Вуко Драгашевић
- савезни секретар за финансије — Јанко Смоле
- савезни секретар за пољопривреду — Бошко Димитријевић
- савезни секретар за спољну трговину — Мухамед Хаџић

### Чланови које је изабрала Савезна скупштина
1. Стојан Андов
2. Момчило Ћемовић
3. Душан Глигоријевћ
4. Трпе Јаковљевски
5. Иво Јеркић
6. др Борисав Јовић
7. Мирјана Крстинић
8. др Емил Лудвигер
9. Марко Орландић
10. Благој Попов
11. Имер Пуља
12. др Јаков Сиротковић
13. Борис Шнудерл
14. Геза Тиквицки
15. др Антон Вратуша

### Чланови по положају
Чланови Савезног извршног већа били су по положају председници републичких и покрајинских Извршних већа:
- председник Извршног већа СР Босне и Херцеговине — Драгутин Косовац
- председник Извршног већа СР Македоније — Ксенте Богоев
- председник Извршног већа СР Словеније — Стане Кавчич (до новембра 1972) и Андреј Маринц
- председник Извршног већа СР Србије — Миленко Бојанић
- председник Извршног већа СР Хрватске — Драгутин Харамија (до децембра 1972) и Иво Перишин
- председник Извршног већа СР Црне Горе — Жарко Булајић
- председник Извршног већа САП Војводине — Стипан Марушић (до октобра 1971) и  Фрањо Нађ
- председник Извршног већа САП Косово — Илија Вакић